# Pteroeides humesi
Pteroeides humesi är en korallart som beskrevs av Tixier-Durivault 1966. Pteroeides humesi ingår i släktet Pteroeides och familjen Pennatulidae. Inga underarter finns listade i Catalogue of Life.